# Château du Parc-Anger
Le château du Parc-Anger (XVIe et XVIIIe siècles) est situé 6, rue Joseph Lamour de Caslou sur la commune de Redon (Ille-et-Vilaine) en France.
Il fut en 1536 la propriété de Jean Couldebouc et en 1581 de la famille Marcadé, puis des familles Dondel du Faouëdic et Lamour de Caslou. Il appartient aujourd'hui à la communauté d'agglomération Redon Agglomération.